# Winthemia grioti
Winthemia grioti är en tvåvingeart som först beskrevs av Blanchard 1963.  Winthemia grioti ingår i släktet Winthemia och familjen parasitflugor. Inga underarter finns listade i Catalogue of Life.